# 2160 Spitzer
2160 Spitzer је астероид главног астероидног појаса чија средња удаљеност од Сунца износи 2,896 астрономских јединица (АЈ).
Апсолутна магнитуда астероида је 12,1.